# سميلارويب
سميلارويب (بالإنجليزية: Similarweb)‏ مماثل ويب هو موقع ويب يوفر خدمات تحليلات الويب للشركات. تقدم الشركة لعملائها معلومات عن حجم حركة المرور على موقع عملائها ومنافسيها، ومصادر الإحالة التي تشمل تحليل الكلمات الرئيسية والمعلومات السكانية، و«ثبات» الموقع (على سبيل المثال، الوقت المستغرق في الموقع، ومشاهدات الصفحة، ومعدل الارتداد)، بالإضافة إلى ميزات أخرى.
يقوم باستقراء البيانات من مجموعة من مستخدمي الويب الذين يسمحون بمراقبة نشاطهم على الإنترنت، جنبًا إلى جنب مع الملاحظات المباشرة لمجموعة فرعية من خصائص الإنترنت، مثل إحصاءات حركة المرور الخاصة بالمواقع الإلكترونية. في عام 2019، زعم أنه يحتوي على أكبر لوحة في العالم، مع مئات الملايين من المستخدمين.

## تاريخ
تأسست الشركة في عام 2007 من قبل أو أوفر في تل أبيب، إسرائيل. بحلول عام 2009 ، فاز موقع سيم ويب بأول سيدكامب إسرائيلي، مما جذب انتباه وسائل الإعلام الدولية والمستثمرين. رفعت الشركة جولتها من السلسلة الأولى بقيمة 1.1 مليون دولار مع الاستثمار بقيادة يوسي فاردي وإدارة دوكور الدولية. تم إطلاق موقع مماثل، وهو امتداد للمتصفح لمساعدة المستخدمين في العثور على مواقع مشابهة لتلك التي يزورونها، في وقت لاحق من ذلك العام.
في 24 سبتمبر 2013، أغلقت الشركة جولة بقيمة 6 ملايين دولار من السلسلة بي بقيادة ديفيد أليانس، موشيه ليختمان بمشاركة المستثمر الحالي إدارة دوكور الدولية. في 24 فبراير 2014، استثمرت شركة ناسبرز الإعلامية العملاقة في جنوب أفريقيا 18 مليون دولار في موقع مماثل وقادت جولة السلسلة سي. في غضون شهر، استخدم موقع لايك ويب جزءًا من رأس المال للاستحواذ على شركة تاب دوج الإسرائيلية في مرحلة مبكرة مقابل بضعة ملايين من الدولارات في شكل أسهم وأموال، بعد أقل من عام من تأسيس تاب دوج. في نوفمبر 2014، جمعت شركة لايك ويب 15 مليون دولار في سلسلة استثمارات دي. في يوليو 2015، استحوذت شركة لايك ويب على مطور النظام الأساسي لاكتشاف المحتوى المخصص سوي.
في 10 كانون الأول 2015، أعلنت شركة مماثلة أنها استحوذت على شركة كويترا، وهي شركة استخبارات متنقلة مقرها وادي السيليكون، لتعزيز عملياتها المتنقلة. قدمت كويترا أدوات التخصيص للمطورين مقابل بيانات مفصلة للقياس عن بعد للهاتف المحمول.
في يوليو 2017، أعلنت الشركة عن جولة تمويل بقيمة 47 مليون دولار بقيادة فيولا جروث وسابان فينتشرز بمشاركة من مشاريع سي إي والمستثمرين الحاليين.
في 8 سبتمبر 2019، قام موقع مماثل بتحديث الخوارزمية المستخدمة لإنتاج إحصائيات حركة المرور والمشاركة. أخذ التحديث في الاعتبار سلوك زوار أنواع مماثلة من المواقع لتحسين عمق وموثوقية بياناتهم.

## إنظر أيضاً
- أليكسا إنترنت
- كوم سكور
- كومبيت.كوم
- نيلسون القابضة
- قائمة المواقع الأكثر زيارة